# إليزابيث بافوم شيس
إليزابيث بافوم شيس (بالإنجليزية: Elizabeth Buffum Chace)‏ هي ناشِطة أمريكية، ولدت في 9 ديسمبر 1806 في بروفيدنس في الولايات المتحدة، وتوفيت في 12 ديسمبر 1899.